# Polska Telefonia Komórkowa Centertel
Polska Telefonia Komórkowa Centertel Sp. z o.o. – w latach 1991–2013 operator sieci telefonii komórkowej w Polsce:
- analogowej Centertel (NMT 450i), działającej w latach 1992–2012;
- cyfrowej Orange (GSM 900/1800, UMTS 2100 MHz, CDMA2000 450 MHz (tylko dane), LTE 1800).

## Historia
Polska Telefonia Komórkowa Centertel Sp. z o.o. powstała w grudniu 1991 jako pierwszy w Polsce operator telefonii komórkowej operujący w systemie NMT450i. Udziałowcami w tej największej w tym czasie joint venture z kapitałem zagranicznym byli: TP SA (51%), Ameritech (24,5%), France Télécom (24,5%). Partnerzy zagraniczni ponieśli pełne początkowe koszty licencji, inwestycji w infrastrukturę oraz szkolenia i zarządzania firmą. Sieć Centertel została uruchomiona w rekordowym wówczas w Europie czasie 18 czerwca 1992. Pracująca w cyfrowym systemie GSM 1800 sieć Idea Centertel została uruchomiona 1 marca 1998. Dwa lata później, 1 marca 2000, po uzyskaniu koncesji GSM 900 stała się siecią dwuzakresową GSM 900/1800, działającą pod nazwą handlową Idea. W grudniu 2000 PTK Centertel uzyskała koncesję na budowę sieci telefonii komórkowej trzeciej generacji UMTS. We wrześniu 2005 nastąpiła zmiana nazwy handlowej operatora (ang. rebranding) w wyniku którego w miejsce marki Idea została wprowadzona marka Orange. 26 października 2005 roku Telekomunikacja Polska wykupiła od France Telecom 34% udziałów w spółce i niniejszym stała się wyłącznym właścicielem PTK.
31 grudnia 2013 r. nastąpiło przeniesienie całego majątku PTK Centertel sp. z o.o. oraz Orange Polska sp. z o.o. na spółkę Telekomunikacja Polska S.A. (łączenie przez przejęcie). Przejmująca spółka zmieniła jednocześnie nazwę na Orange Polska S.A.

## Prezesi Zarządu PTK Centertel
- od grudnia 1991 do 1 stycznia 1993 – Andrew C. Kapusto
- 1993–1996 – Edward Mier-Jędrzejowicz
- od? do 23 października 2001 – Marek Józefiak
- od 24 października 2001 do 25 marca 2005 – Sławomir Skrodzki
- od 25 marca 2005 do 28 marca 2007 – Jean-Marc Vignolles
- od 29 marca 2007 do 15 września 2009 – Grażyna Piotrowska-Oliwa
- od 15 września 2009 – Mariusz Gaca

## Analogowa telefonia  komórkowa
Rozpoczęcie świadczenia usług telekomunikacyjnych datuje się na 18 czerwca 1992 roku.
Bardzo szybko osiągnięto pokrycie 65% powierzchni Polski, w tym wszystkich dużych miast i głównych dróg. W maju 1995 liczba abonentów przekroczyła 50 tysięcy. Od 1 stycznia 2001 operator sieci zaprzestał przyjmowania nowych klientów. W marcu 2010 roku zapowiedziano całkowite wyłączenie tej sieci. Nowy termin całkowitego zaprzestania świadczenia usług w tej sieci, która liczy jeszcze kilkuset abonentów, to połowa 2012 roku. Termin przesunięto z co najmniej dwóch powodów:
- TP podłączyła 250 000 swoich klientów na wsiach i odległych terenach poprzez urządzenia radiodostępowe korzystające z sieci Centertela (ze względu na oszczędności w porównaniu z kosztami prowadzenia kabla). Abonenci tacy mają numery stacjonarne TP, jednak infrastruktura analogowej sieci komórkowej była niezbędna.
- Centertel NMT miał według stanu na styczeń 2010 około tysiąca abonentów, którzy opierali się marketingowym pokusom przejścia na niższe taryfy w Orange. W przeważającej części byli to rybacy, którzy odkryli, że ze wszystkich sieci telefonii komórkowej w Polsce Centertel ma największy zasięg na morzu (ze względu na większe komórki sieci analogowej – komórki są tym większe im niższej częstotliwości używa dany system)

Jako powód wyłączenia podano potrzebę zarezerwowania szerszego pasma dla Orange Freedom Pro, czyli usługi transmisji danych w oparciu o technologię CDMA2000 na tej samej częstotliwości 450 MHz, a także brak wsparcia producentów dla systemu NMT.

### Cennik
Pierwszy cennik usług PTK Centertel zawierał ceny wyrażone w dolarach amerykańskich, a należność do zapłaty była przeliczana na złote polskie po oficjalnym kursie NBP (przy każdym rachunku innym). Opłacie podlegało także odbieranie rozmów. W połowie 1995 roku ceny kształtowały się następująco (przy średnim wynagrodzeniu nie przekraczającym wówczas 300 USD):
- opłata instalacyjna – 500 USD,
- miesięczny abonament – 25 USD,
- rozmowy w sieci – 0,34 / 0,10 USD za minutę,
- rozmowy do sieci stacjonarnej – 0,54 / 0,10 USD za minutę,
- rozmowy międzynarodowe – jak rozmowy do sieci stacjonarnej plus stawka za połączenie międzynarodowe TP S.A.

Cennik usług, który obowiązywał od 1999 roku, kształtował się następująco:
- 1,02 zł za minutę połączenia do obcych sieci w godzinach szczytu (8–22 w dni robocze),
- 0,80 zł do Centertela i Orange w godzinach szczytu,
- 0,25 zł za minutę połączenia do wszystkich sieci poza godzinami szczytu,
- abonament – 60 zł lub 10 zł dla posiadaczy telefonu w Orange,
- brak pakietu minut.

### Numer kierunkowy
Początkowo prefiksem do sieci był 90. Kolejna cyfra oznacza przynależność centralową:
- 1, 2 – Warszawa
- 3 – Katowice
- 5 – Gdańsk
- 6 – Poznań

Później ze względu na przejście na jednolitą 9-cyfrową numerację krajową numery w sieci NMT zaczynały się od cyfr 690.

## Cyfrowa telefonia komórkowa
1 marca 1998 PTK Centertel wprowadził na rynek markę cyfrowej telefonii komórkowej Idea Centertel. Pod marką Idea dostępne były usługi bezabonamentowe prepaid (POP – później Idea POP, Jedna Idea na Kartę i Idea Dla Każdego) oraz oferty abonamentowe dla osób prywatnych (Idea Optima, potem Jedna Idea) i klientów biznesowych (Idea Meritum, następnie Nowa Idea dla Firm). Idea Mix była połączeniem oferty na kartę i na abonament. Początkowo działała wyłącznie w paśmie GSM-1800, a od 1 marca 2000, jako sieć dwuzakresowa GSM-900/1800. We wrześniu 2005 nastąpił rebranding marki Idea Centertel, w miejsce której została wprowadzona marka Orange.

### Galeria

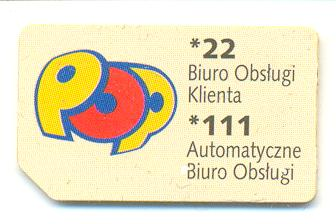
Karta SIM oferty Idea POP
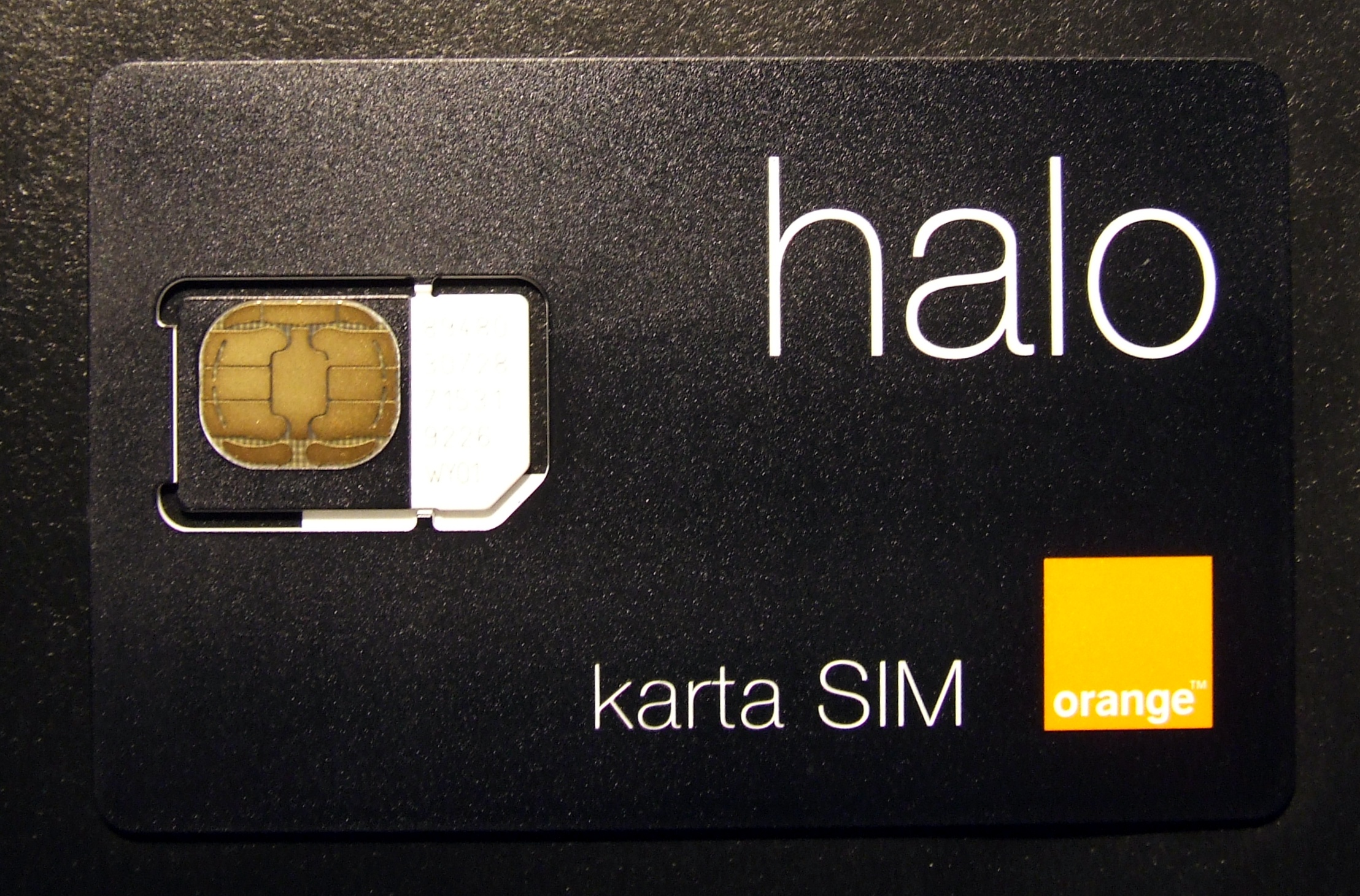
Karta SIM sieci Orange